# Pogonomyrmex occidentalis
Pogonomyrmex occidentalis är en myrart som först beskrevs av Cresson 1865.  Pogonomyrmex occidentalis ingår i släktet Pogonomyrmex och familjen myror. Inga underarter finns listade i Catalogue of Life.

## Bildgalleri

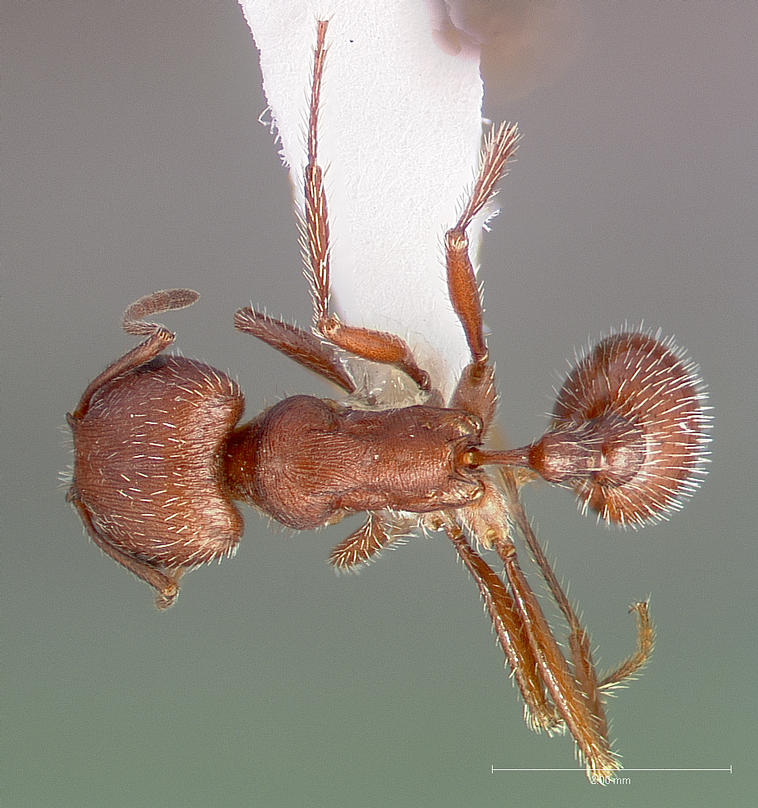
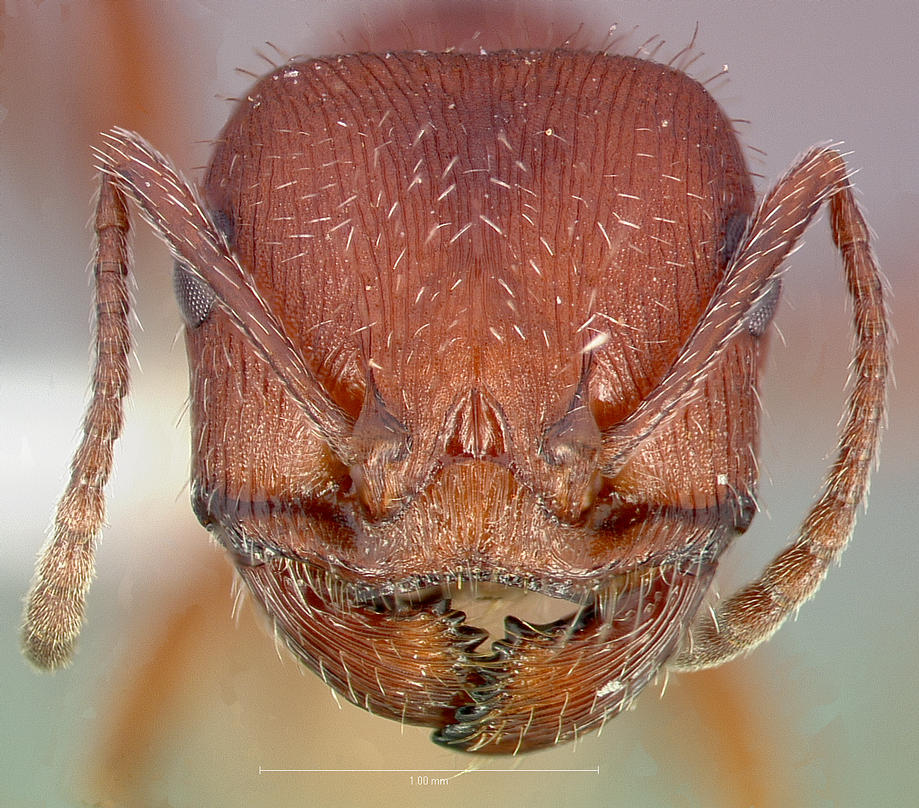
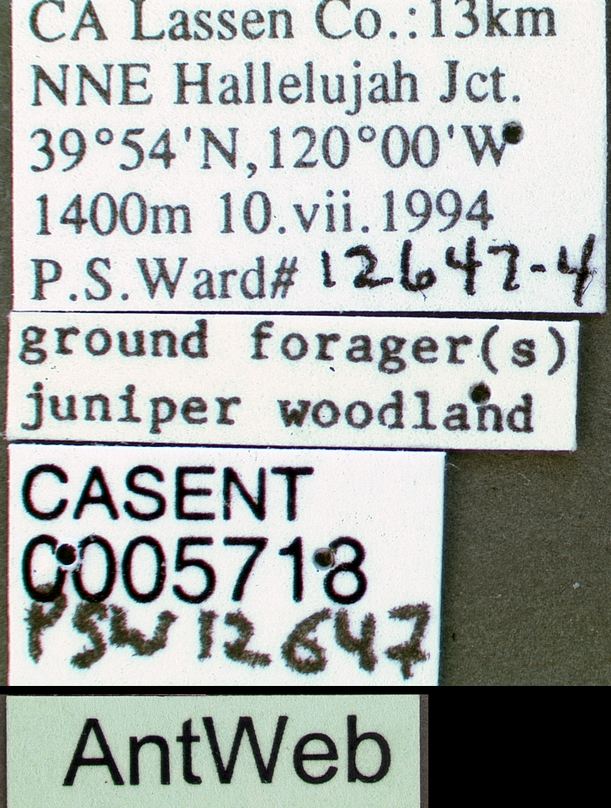
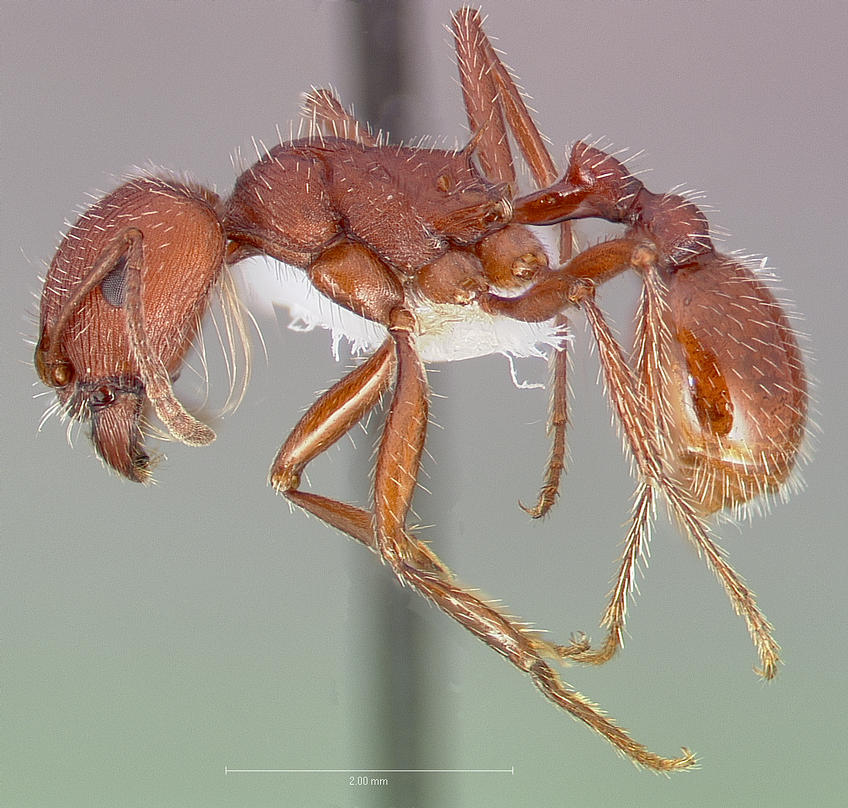
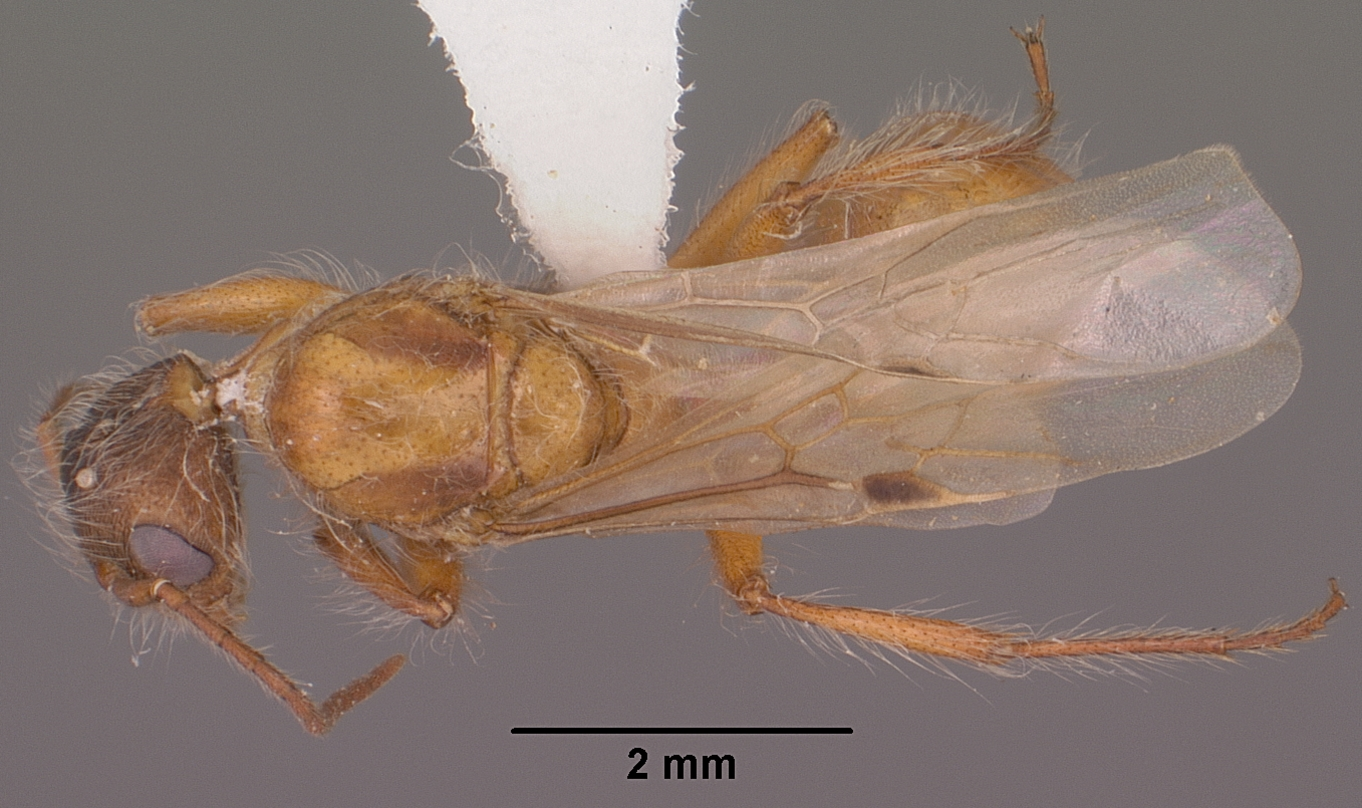
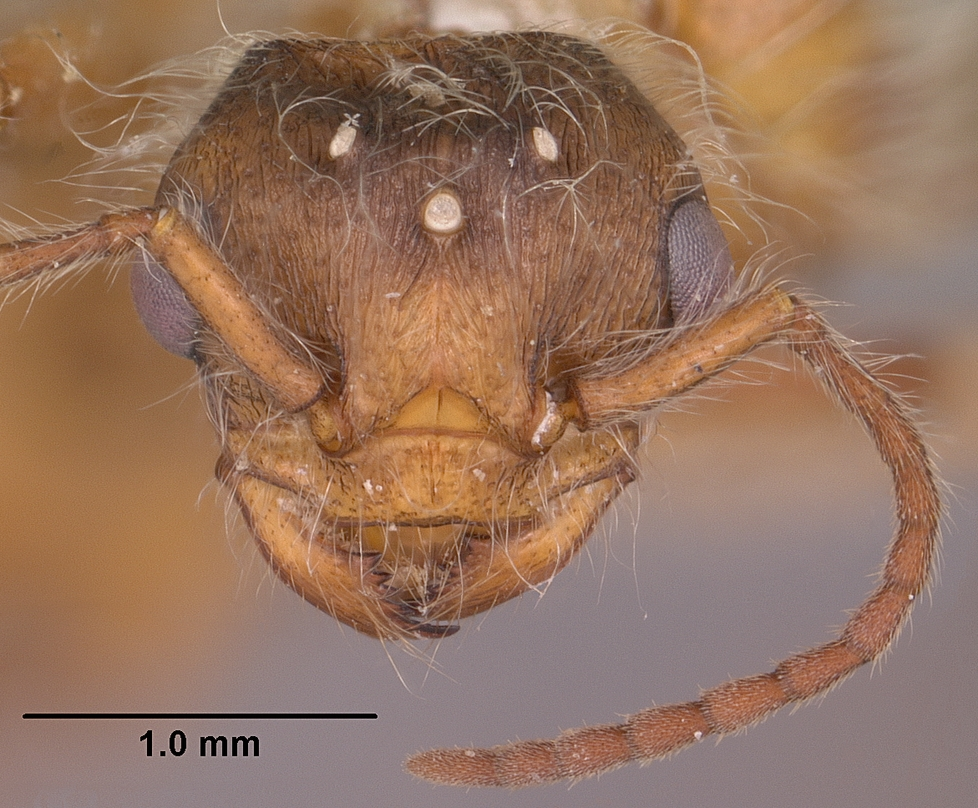